# Vágner Love
Vágner Silva de Souza (Río de Janeiro, Estado de Río de Janeiro, Brasil, 11 de junio de 1984), más conocido como Vágner Love, es un futbolista brasileño. Juega como delantero y su equipo es el Avaí F. C. del Campeonato Brasileño de Serie B.

## Biografía
Nacido en Bangú, un barrio de Río de Janeiro, Vagner Love tuvo un origen humilde y, en su juventud, jugó en equipos como el Bangu, Campo Grande y Vasco da Gama.

### CSKA Moscú
En el CSKA Moscú, Vágner Love ha participado en la conquista de dos campeonatos de Rusia, cuatro Copas de Rusia y tres Supercopas de Rusia. Sin embargo, el título más importante se obtuvo al ganar la Copa de la UEFA en 2004-05, cuando por primera vez en la historia, un club de Rusia se coronó campeón de esta competición. En la temporada del 2008 Vágner Love fue el primer máximo goleador de la liga proveniente de un país fuera de la extinta Unión Soviética.
En 2009, Vágner Love volvió al Palmeiras para apuntalar la delantera, que carecía de un atacante de corte técnico desde la salida de Keirrison. El atacante tenía ingresos mucho más bajos de lo esperado y llegó a ser atacado por los aficionados cuando salía de un banco, un hecho que afectó la relación del jugador con el club. Por último, el 14 de enero de 2010, el CSKA Moscú prestó a Vágner Love al Flamengo, donde jugaría hasta el 10 de julio de 2010. Vágner también tenía una oferta del Hamburgo, pero optó por el club de Río. Para conseguir el préstamo, tenía que renovar su contrato con el CSKA Moscú por dos años.
Hizo su debut el 23 de enero, durante el Campeonato Carioca en un partido contra el club de barrio donde nació: Bangú, anotando los dos goles en la victoria de Flamengo 2-1. Fue el máximo goleador del Campeonato Carioca, con 15 goles. Pero no ganó ningún título en el club rojinegro.

### Regreso a CSKA Moscú
El 16 de enero de 2013, Vágner firma un contrato con el equipo ruso de 3 años ligado en el club.

### Shandong Luneng

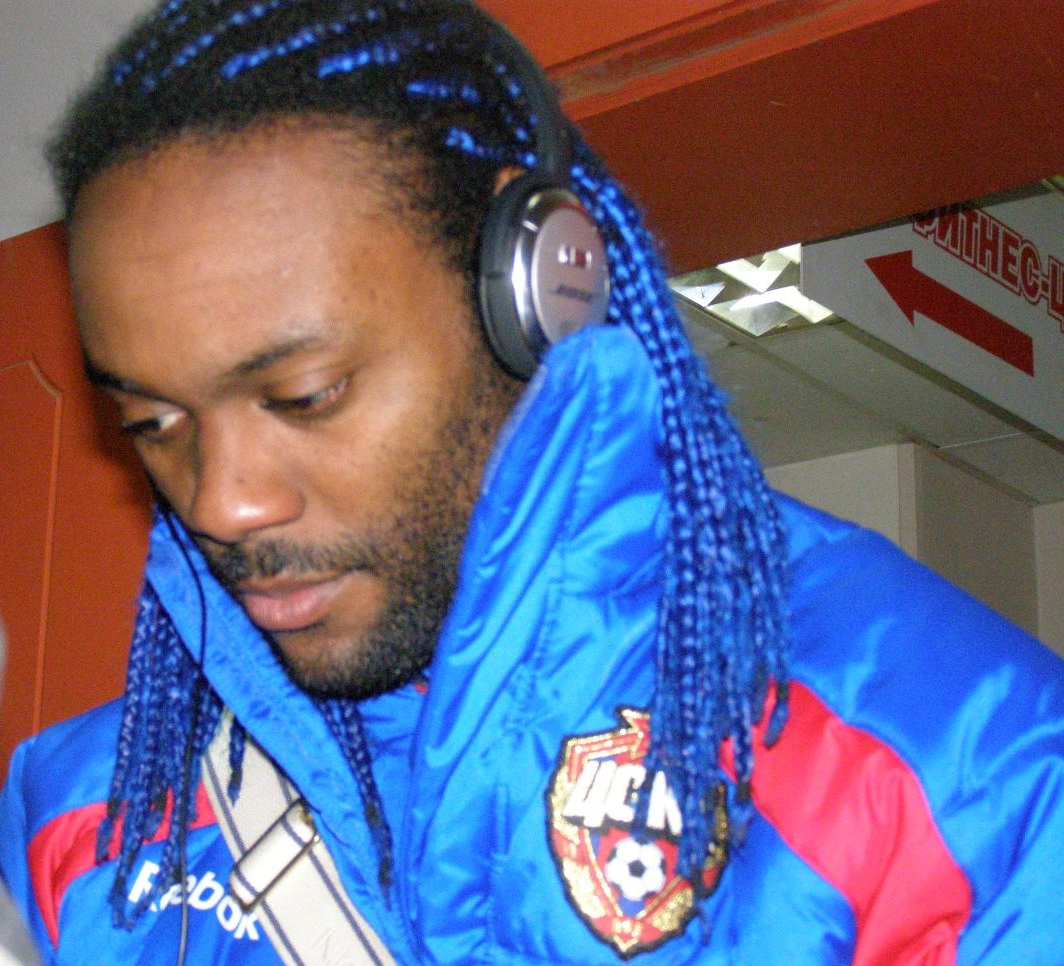
Vágner Love con la indumentaria del CSKA Moscú.

El 24 de julio de 2013, Love es transferido al equipo de la Super Liga China, el Shandong Luneng, por un valor de 12 millones de euros.

### Corinthians
El 8 de febrero de 2015, Love rescindió su contrato con el Shandong Luneng y firmó con el Corinthians.
Se convirtió en el máximo goleador del club en el campeonato nacional.
El Corinthians pasó a ganar el 2015 Campeonato Brasileño Serie A.

### A. S. Mónaco
El 13 de enero de 2016, el Mónaco anunciado la firma de Vágner Love a un acuerdo de 18 meses.

## Selección nacional
Ha sido internacional con la selección de fútbol de Brasil, ha jugado 21 partidos internacionales y ha anotado 5 goles. Participó en las Copa América de 2004 y 2007 en la que en ambas fue campeón. También participó en las clasificatorias a Sudáfrica 2010, en donde solo participó los primeros partidos. No fue convocado para la cita mundialista. Tampoco fue convocado para el Mundial de Brasil 2014.

### Participaciones internacionales
| Torneo            | Sede      | Resultado | Partidos | Goles |
| ----------------- | --------- | --------- | -------- | ----- |
| Copa América 2004 | Perú      | Campeón   | 1        | 0     |
| Copa América 2007 | Venezuela | Campeón   | 6        | 1     |

## Estadísticas

### Clubes
Datos actualizados al 15 de marzo de 2020.
| S. E. Palmeiras · Brasil      |               |               |     |     |    |    |    |    |     |     |     |      |      |
| 1.ª                           | 2002          | 2             | 0   | -   | -  | -  | -  | -  | -   | 2   | 0   | 0.00 |      |
| 2.ª                           | 2003          | 11            | 10  | 19  | 8  | 1  | 0  | -  | -   | 31  | 20  | 0.64 |      |
| 1.ª                           | 2004          | 11            | 8   | 1   | 1  | 7  | 6  | -  | -   | 19  | 15  | 0.78 |      |
| 1.ª                           | 2009          | 12            | 5   | -   | -  | -  | -  | -  | -   | 12  | 5   | 0.41 |      |
| Total club                    | Total club    | 36            | 23  | 20  | 9  | 8  | 6  | 0  | 0   | 64  | 40  | 0.62 |      |
| P. F. C. CSKA Moscú · Rusia   |               |               |     |     |    |    |    |    |     |     |     |      |      |
| 1.ª                           | 2004          | 12            | 9   | -   | -  | -  | -  | 9  | 4   | 21  | 13  | 0.61 |      |
| 1.ª                           | 2005          | 21            | 7   | -   | -  | 7  | 0  | 15 | 7   | 43  | 14  | 0.32 |      |
| 1.ª                           | 2006          | 23            | 9   | -   | -  | 8  | 4  | 7  | 2   | 38  | 15  | 0.63 |      |
| 1.ª                           | 2007          | 23            | 13  | -   | -  | 2  | 1  | 3  | 3   | 28  | 17  | 0.60 |      |
| 1.ª                           | 2008          | 26            | 20  | -   | -  | 1  | 1  | 6  | 8   | 33  | 29  | 0.82 |      |
| 1.ª                           | 2009          | 13            | 3   | -   | -  | 4  | 1  | 4  | 3   | 21  | 7   | 0.33 |      |
| 1.ª                           | 2010          | 14            | 9   | -   | -  | -  | -  | 5  | 2   | 19  | 11  | 0.57 |      |
| 1.ª                           | 2011-12       | 25            | 9   | -   | -  | 6  | 1  | 9  | 1   | 40  | 11  | 0.27 |      |
| 1.ª                           | 2012-13       | 9             | 5   | -   | -  | 3  | 1  | -  | -   | 12  | 6   | 0.50 |      |
| 1.ª                           | 2013-14       | 2             | 1   | -   | -  | 1  | 0  | -  | -   | 3   | 1   | 0.33 |      |
| Total club                    | Total club    | 168           | 85  | 0   | 0  | 32 | 8  | 58 | 30  | 258 | 123 | 0.47 |      |
| C. R. Flamengo · Brasil       |               |               |     |     |    |    |    |    |     |     |     |      |      |
| 1.ª                           | 2010          | 5             | 4   | 15  | 15 | -  | -  | 10 | 4   | 30  | 23  | 0.76 |      |
| 1.ª                           | 2012          | 36            | 13  | 10  | 9  | -  | -  | 5  | 2   | 51  | 24  | 0,47 |      |
| Total club                    | Total club    | 41            | 17  | 25  | 24 | 0  | 0  | 15 | 6   | 81  | 47  | 0.58 |      |
| Shandong Luneng Taishan China |               |               |     |     |    |    |    |    |     |     |     |      |      |
| 1.ª                           | 2013          | 10            | 6   | -   | -  | -  | -  | -  | -   | 10  | 6   | 0,60 |      |
| 1.ª                           | 2014          | 21            | 13  | -   | -  | 7  | 4  | 5  | 5   | 33  | 22  | 0,67 |      |
| Total club                    | Total club    | 31            | 19  | 0   | 0  | 7  | 4  | 5  | 5   | 43  | 28  | 0.65 |      |
| S. C. Corinthians · Brasil    |               |               |     |     |    |    |    |    |     |     |     |      |      |
| 1.ª                           | 2015          | 31            | 14  | 14  | 2  | 2  | 0  | 3  | 0   | 50  | 16  | 0.32 |      |
| 1.ª                           | 2019          | 28            | 5   | 13  | 1  | 8  | 1  | 10 | 4   | 59  | 11  | 0.18 |      |
| 1.ª                           | 2020          | -             | -   | 6   | 1  | -  | -  | 1  | 0   | 7   | 1   | 0.14 |      |
| Total club                    | Total club    | 59            | 19  | 33  | 4  | 10 | 1  | 14 | 4   | 116 | 29  | 0.25 |      |
| A. S. Monaco Francia          |               |               |     |     |    |    |    |    |     |     |     |      |      |
| 1.ª                           | 2015-16       | 12            | 4   | -   | -  | 1  | 0  | -  | -   | 13  | 4   | 0.30 |      |
| Total club                    | Total club    | 12            | 4   | 0   | 0  | 1  | 0  | 0  | 0   | 13  | 4   | 0.30 |      |
| Alanyaspor Turquía            |               |               |     |     |    |    |    |    |     |     |     |      |      |
| 1.ª                           | 2016-17       | 28            | 23  | -   | -  | -  | -  | -  | -   | 28  | 23  | 0.82 |      |
| Total club                    | Total club    | 28            | 23  | 0   | 0  | 0  | 0  | 0  | 0   | 28  | 23  | 0.82 |      |
| Beşiktaş J. K. Turquía        |               |               |     |     |    |    |    |    |     |     |     |      |      |
| 1.ª                           | 2017-18       | 24            | 13  | -   | -  | 3  | 1  | 2  | 1   | 29  | 17  | 0,58 |      |
| 1.ª                           | 2018-19       | 8             | 3   | -   | -  | -  | -  | 8  | 4   | 16  | 7   | 0.43 |      |
| Total club                    | Total club    | 32            | 16  | 0   | 0  | 3  | 1  | 10 | 5   | 45  | 24  | 0.53 |      |
| Total carrera                 | Total carrera | Total carrera | 407 | 206 | 78 | 37 | 61 | 20 | 102 | 50  | 648 | 313  | 0.48 |
| 1. 2. 3. 4.                   |               |               |     |     |    |    |    |    |     |     |     |      |      |

### Selección nacional
| Selección       | Año   | Amistoso | Amistoso | Eliminatorias | Eliminatorias | Copa América | Copa América | Total | Total |
| Selección       | Año   | Part.    | Goles    | Part.         | Goles         | Part.        | Goles        | Part. | Goles |
| --------------- | ----- | -------- | -------- | ------------- | ------------- | ------------ | ------------ | ----- | ----- |
| Brasil · Brasil | 2004  | -        | -        | -             | -             | 1            | 0            | 1     | 0     |
| Brasil · Brasil | 2006  | 3        | 1        | -             | -             | -            | -            | 3     | 1     |
| Brasil · Brasil | 2007  | 6        | 1        | 4             | 1             | 6            | 1            | 16    | 3     |
| Total           | Total | 9        | 2        | 4             | 1             | 7            | 1            | 20    | 4     |

## Palmarés

### Títulos regionales
| Título                  | Club                | Estado         | Año  |
| ----------------------- | ------------------- | -------------- | ---- |
| Campeonato Paulista     | S. C. Corinthians   | São Paulo      | 2019 |
| Campeonato Pernambucano | Sport Recife        | Pernambuco     | 2023 |
| Campeonato Goiano       | Atlético Goianiense | Goiás          | 2024 |
| Campeonato Catarinense  | Avaí F. C.          | Santa Catarina | 2025 |

### Títulos nacionales
| Título                     | Club                | País       | Año  |
| -------------------------- | ------------------- | ---------- | ---- |
| Serie B                    | S. E. Palmeiras     | Brasil     | 2003 |
| Copa de Rusia              | P. F. C. CSKA Moscú | Rusia      | 2005 |
| Liga Premier de Rusia      | P. F. C. CSKA Moscú | Rusia      | 2005 |
| Copa de Rusia              | P. F. C. CSKA Moscú | Rusia      | 2006 |
| Liga Premier de Rusia      | P. F. C. CSKA Moscú | Rusia      | 2006 |
| Supercopa de Rusia         | P. F. C. CSKA Moscú | Rusia      | 2006 |
| Supercopa de Rusia         | P. F. C. CSKA Moscú | Rusia      | 2007 |
| Copa de Rusia              | P. F. C. CSKA Moscú | Rusia      | 2008 |
| Copa de Rusia              | P. F. C. CSKA Moscú | Rusia      | 2009 |
| Supercopa de Rusia         | P. F. C. CSKA Moscú | Rusia      | 2009 |
| Copa de Rusia              | P. F. C. CSKA Moscú | Rusia      | 2011 |
| Liga Premier de Rusia      | P. F. C. CSKA Moscú | Rusia      | 2013 |
| Copa de Rusia              | P. F. C. CSKA Moscú | Rusia      | 2013 |
| Copa de China              | Shandong Luneng     | China      | 2014 |
| Serie A                    | S. C. Corinthians   | Brasil     | 2015 |
| Liga Premier de Kazajistán | F. C. Kairat Almaty | Kazajistán | 2020 |
| Copa de Kazajistán         | F. C. Kairat Almaty | Kazajistán | 2021 |
| Copa de Dinamarca          | F. C. Midtjylland   | Dinamarca  | 2022 |

### Títulos internacionales
| Título          | Club                | Sede      | Año  |
| --------------- | ------------------- | --------- | ---- |
| Copa América    | Brasil              | Perú      | 2004 |
| Copa de la UEFA | P. F. C. CSKA Moscú | Portugal  | 2005 |
| Copa América    | Brasil              | Venezuela | 2007 |

### Distinciones individuales
| Distinción                                             | Año      |
| ------------------------------------------------------ | -------- |
| Máximo goleador de la Serie B de Brasil (19 goles)     | 2003     |
| Máximo goleador del Campeonato Paulista (12 goles)     | 2004     |
| Máximo goleador de la Liga Premier de Rusia (20 goles) | 2008     |
| Máximo goleador de la Copa de la UEFA (11 goles)       | 2009     |
| Máximo goleador del Campeonato Carioca (15 goles)      | 2010     |
| Máximo goleador de la Superliga de Turquía (23 goles)  | 2017     |
| 11 ideal de la Copa Sudamericana 2019                  | CONMEBOL |